# حبیب‌الله اشراقی
حبیب‌الله اشراقی (زاده ۱۲۸۶ در اصفهان – ۱۲ مهر ۱۳۵۸) سیاست‌مدار ایرانی بوده‌است. اشراقی از سال ۱۳۳۵ الی ۱۳۳۶ شهرداری اصفهان را بر عهده داشته‌است.

## سوابق
اشراقی، مدیر عامل سابق جمعیت شیر و خورشید سرخ، سرپرست سابق اداره فرهنگ و هنر و سرپرست مدرسه عالی مامائی اصفهان مدت ۲۹ سال در راس شیر و خورشید و سایر ادارات قرار داشت.

## اعدام
حبیب‌الله اشراقی در سال ۵۸ در دادگاهی به قضاوت فتح‌الله امید نجف‌آبادی اعدام و مصادره اموال محکوم شد. این حکم در ۱۲ مهر ۱۳۵۸ اجرا شد.